# Расторгуев, Дмитрий Иванович
Дми́трий Ива́нович Расторгу́ев — московский купец 1-й гильдии, почётный гражданин и кавалер, благотворитель, основатель династии купцов Расторгуевых.

## Биография
Родился в 1803 году в семье Ивана Ефимовича отпущенного крестьянина графа Д. Н. Шереметева. Первоначально был старообрядцем беспоповского согласия по Преображенскому кладбищу, впоследствии — православным.
С 1836 г. в купечестве.
В 1846—1855 служил управляющим Пашкова дома.
В 1855—1858 гг. избирался гласным Городской шестигласной думы.
В 1855 и 1856 гг. исправлял должность городского головы.
В 1858—1863 был уполномоченным поверенным.
В 1870—1873 был выборным от Московского купечества и выборным Московского биржевого общества.
В 1863—1866 гг. был гласным Общей городской думы.
В 1860-е гг. состоял членом учётного и ссудного комитетов конторы Государственного банка и почётным членом совета Московского коммерческого училища.
В 1865 г. основал вместе с сыном Алексеем торговый дом «Д. и А. Расторгуевы». Фирма занималась торговлей чаем, сахаром и колониальными товарами. Магазины Расторгуевых находились на Варварке в Мясницкой части, в собственном доме и в лавке городского участка.
В 1872 г. была основана кондитерская фабрика на Солянке.
В годы Крымской войны Д. И. Расторгуев внес 500 рублей серебром на госпитальные вещи и 1500 рублей серебром на государственное ополчение и другие военные надобности.
Был старостой церкви Рождества Богородицы на Кулишках (на Стрелке).
Кавалер Ордена Св. Станислава 3 степени (пожалован 31 октября 1869 г.). Почетный гражданин (Манифест от 23 июля 1870 г.)
Скончался в 23 апреля 1873 года в возрасте 69 лет от горловой чахотки. Погребен в Покровском монастыре.

## Дети
Алексей (р. 1830), потомственный почётный гражданин.
Марфа (р.1839), в замужестве Булочкина.